# Tull-Schanzen
Die Tull-Schanzen sind Skisprungschanzen in Eisenerz in der Steiermark in Österreich.

## Verwendung
Die Schanzen in Eisenerz-Tull sind alle mit Matten belegt und finden ihre Verwendung vor allem in den Sommermonaten, wenn die Erzbergschanzen nicht bespringbar sind. Zusammen bieten die Anlagen optimale Trainingsmöglichkeiten für die Sportler des örtlichen Wintersportvereins WSV Eisenerz sowie für das Nordische Ausbildungszentrum (NAZ).

## Technische Daten
| HS 77                           | HS 77     |
| Anlauf                          | Anlauf    |
| ------------------------------- | --------- |
| Anlauflänge                     | 68,7 m    |
| Neigung des Anlaufs (γ)         | 35°       |
| Anlaufgeschwindigkeit           | 80,2 km/h |
| Schanzentisch                   |           |
| Tischhöhe                       | 2,50 m    |
| Tischlänge                      | 5,50 m    |
| Neigung des Schanzentisches (α) | 10,0°     |
| Aufsprung                       |           |
| Hillsize                        | 77,0 m    |
| Konstruktionspunkt              | 75,0 m    |
| K-Punkt Neigungswinkel (β)      | 32,85°    |
| Auslauf                         |           |
| Länge des Auslaufs              | 86,0 m    |
| Größe                           |           |
| Schanzenrekord                  | 79,5 m    |